# Németh Antal (labdarúgó, 1974)
Németh Antal (született 1974. március 1.) Pro licenccel rendelkező magyar profi futballedző, utoljára a Fortuna Ligában szereplő FC DAC 1904 vezetőedzője.

## Játékosként
Aktív játékos pályafutása során a magyar másodosztályig jutott, majd az új-zélandi élvonalban futballozott. Hazatérését követően folytatta a játékos-karrierjét, de egyre többet foglalkozott az edzői szakmával is. Az ezt követő években alacsonyabb osztályú csapatokban játszott, megfordult többek között Etyeken, Móron, Aszódon.

## Edzőként
A budaörsi fiataloknál kezdte a tréneri hivatást, később kipróbálhatta magát a Magyar Labdarúgó-szövetség Pest Megyei igazgatóságának a szakmai igazgatójaként is, ahol a 6-14 éves korosztályokért volt felelős. Emellett a Vasas SC alá tartozó Kubala Akadémia sportigazgatójaként is dolgozott. Ezután Magyarország ifjúsági korosztályos válogatottjainál tevékenykedett, fokozatosan a 17, 18 és 19 éven alatti nemzeti csapatot is irányította. A tizenhét- és tizenkilenc évesekkel bejutott az Európa-bajnoki selejtezők Elitkörébe. 

2021. áprilisában Bernd Storck távozása után nevezték ki a DAC vezetőedzőjének.

## Sikerei, díjai
(2024-25) Magyar U17-es válogatottal Eb selejtező elitkörbe jutás